# Gynoplistia aculeata
Gynoplistia aculeata är en tvåvingeart som beskrevs av Alexander 1924. Gynoplistia aculeata ingår i släktet Gynoplistia och familjen småharkrankar. Inga underarter finns listade i Catalogue of Life.